# Лековита минерална вода
Лековита минерална вода спада у групу подземне воде које, због опште минерализације, јонског састава, садржаја гасова, присуства терапеутски активних компоненти (минералних и органских), радиоактивних елемената, алкалности/киселости и повишене температуре, има благотворно физиолошко дејство на човеков организам. Захваљујући овим физичко-хемијским својствима она има широку примену у балнеологији, али и у свакодневној употреби. За лечење, лековита минерална вода користе се купањем у њима (хидротерапија) или пијењем.
У природи је присутан велики број лековитих минералних вода, које се разврставају на основу више критеријума, као што су општа минерализација, јонски и гасни састав, садржај терапеутски активних компоненти, радиоактивност, киселост, односно алкалност, и температура.

## Основни појмови
Вода — је течност без мириса и укуса која је присутна скоро свуда: у океанима, морима, рекама, језерима, гасовита у облацима, замрзнута у глечерима или у великим подземним базенима испод кречњачких стена. Воду непрестано користи живи свет који без ње не може да живи.
Минерална вода — је подземна вода која се, на основу своје минерализације, општег хемијског и гасног састава састава, садржаја специфичних компоненти, радиоактивних елемената или повећане температуре, разликују од „обичних-стандардних“ маломинерализованих вода, које се користе за лечење, индустријско добијање појединих корисних сировина, или за топлификацију и добијање електричне енергије.
У пракси се доста често минерална вода поистовећују са минерализованим водама, што је погрешно, с обзиром да, са једне стране, постоје минерализоване подземне воде које се не могу третирати као минералне, а, са друге одређене маломинерализоване воде се по својим специфичностима третирају као минералне.
Лековита минерална вода — је подземна воде које, због опште минерализације, јонског састава, садржају гасова, присуству терапеутски активних компоненти (минералних и органских), радиоактивних елемената, алкалности или киселости и повишене температуре, има благотворно физиолошко дејство на човеков организам, има широку примену у балнеологији.

## Настанак минералних вода
Формирање одређеног типа минералне воде врши се највећим делом кроз сложене геохемијске процесе, тако да је коначан састав воде у извору највећим делом последица интеракције вода-стена. Прелаз хемијских елемената из стена у воду зависи и од времена трајања интеракције, па се у сложеним хидрогеолошким труктурама у оквиру истих стена региструју воде различитог састава.
У датој хидрогеолошкој структури обично преовлађује једна врста аквифера (водоносни слој), па геохемијска анализа неке минералне воде може указати на аквифер, у коме је акумулирано лежиште воде. Под хидрогеолошком структуром се подразумева геолошко тело са водом, у оквиру чијих граница је непроменљив карактер расподеле подземне воде у стенама, услов формирања ресурса и њиховог састава.
На основу хидрогеолошке структуре - типа аквифера (издана), тако су нпр. на територији Србије издвојене четири групе минералних вода:
- Минералне и термалне воде вулканогених масива
- Минералне и термалне воде карстних подручја
- Минералне и термалне воде области метаморфити
- Минералне и термалне воде хидрогеолошких басена.

## Класификација лековитих минералних вода
Класификација лековитих минералних вода према анјонско-катјонском саставу
| Класа                           | Количина минерала | Карактеристике |
| ------------------------------- | ----------------- | --- |
| I. Воде повишене минерализације | 1 - 5 g/l         | Кад се пију делују на човечији организам слично као „обичне“ мало минерализоване воде.                                                                                                |
| II. Воде средње минерализације  | 5 - 15 g/l        | По својој осмотској концентрацији сличне су концентрацији плазме у крви. Најпогодније су за примену у балнеологији (пију као лек).                                                    |
| III. Воде високе минерализације | 15 - 35 g/l       | Најчешће служе за лечење купањем. Поједини типови вода се пију, као што су хлоридно-хидрокарбонатне и хидрокарбонатне воде натријумске групе.                                         |
| IV. Расолне воде                | 35 - 150 g/l      | У природном облику користе се искључиво за купање. Изузетно се у балнеологији могу користи за пиће уз претходно разблаживање мало минерализованим или водама повишене минерализације. |

Класификација лековитих минералних вода на основу садржаја компонентни
| Група                  | Елемети                                        | Карактеристике |
| ---------------------- | ---------------------------------------------- | --- |
| Прва група елеманта    | Fe, Co, As, J, Br и евентуално B.              | Групу чине елементи са израженим фармаколошким дејством. |
| Друга група елеманта   | J, Fe, Cu, Mo, Zn, Co, Mn, а могуће и Ni и Ba. | Елемети из ове групе имају тачно утврђени утицај на хормоналне и ферменталне процесе у организму.                                                                                          |
| Трећа група елеманта   | As, Pb, Se, Hg, V, F.                          | Ову групу чине елементи токсични за организам |
| Четврта група елеманта | Ti, Zr, Ir, Cs, Ge i mnogi drugi.              | Елемети из ове групе откривени су у ткиву и ткивним течностима човека. Њихова биолошка улога још није утврђена. Када су гасови у питању као балнеолошки корисни сматрају се CO2, H2S и Rn. |

## Врсте лековитих минералних вода
Уобичајени минерали састојци у бањским водама су натријум, магнезијум, калцијум, гвожђе али и арсен, литијум, калијум, манган, бром, јод, па се лековите воде према свом саставу и пореклу деле на;
Сумпороводоничне (сулфидне) минералне воде
Ова група обухвата воде лековитих својстава, која се карактеришу садржајима слободног сумпорводоника и хидросулфидног јона 
(H2S+HS-). Која сулфидна компонента ће бити доминантна у некој води, зависи од киселости, односно алкалности, средине. У киселим водама првенствено је присутан H2S, а у алкалним јон H2S-.
Сумпорводоничне минералне воде карактеришу се великом разноврсношћу хемијског састава, минерализације и концентрације H2S и H2S-. У оквиру ове групе вода срећу се: хидрокарбонатне, сулфатне и хлоридне воде, са високим минерализацијом која често премашују 500 g/L.
Сумпорводони чне воде се у балнеологији користе за купање у току лечења нпр. кожних, реуматских, нервних и других болести.
Бромне и јодне минералне воде
Бромне и јодне минералне воде спадају у групу високоминерализованих вода хлоридне класе, натријумске, натријумско-калцијумске и калцијумске-натријумске групе, код којих у гасном саставу преовлађују метан и азот. Оне у свом саставу имају Br већи од 25 mg/l, и јод већи од 5 mg/l.
Ова група лековитих вода у балнекологији користи се за пијење и купање болесника.
Радиоактивне минералне воде
Ова група минералних вода карактерише се повећаним садржајима радиоактивних елемената. У минералним водама најчешће има радона, који је еманација радијума. Полуживот му је 3,82 дана, емитује α и β зраке, од који α зраци имају лековита својства. На основу преовлађујућих радиоактивних елемената у минералној води, радиоактивне воде могу се сврстати у:
- радијумске,
- радијумско-радонске,
- радонске и уранијумске.

У балнеологији се најчешће користе радонске и радонско-радијумске воде.
Радиоактивност минералних вода се изражава бројем радиоактивних распада у једној секунди. Та јединица се назива Бекерел (Бq) према француском научнику Антонију Хенри Бекерелу који је открио радиоактивност.
Да би се одређена група вода третирала као радиоактивна неопходно је да садржаји радиоактивних елемената буду већи од ових граничних вредности:
Ra > 1 · 10-11 g/l,
U > 3·10-5 g/li
Rn > 1.85 · 102 Bq/l.
Воде богате угљен диоксидом (2)
Угљендиоксид се налази у атмосфери у малим запреминским вредностима 0,03%. Гушћи је од ваздуха 1,5 пута и зато се углавном налази у нижим слојевима атмосфере. У води се раствара под притиском и нижим температурама. Са водом даје угљену киселину (H2CO3) која има значајну улогу у биохемијским процесима организма.
Јувенилне воде
Ове воде су прегрејане воденом паром која потиче од вулканске магме, која се у унутрашњости земље налази под великим притиском. Када се тај притисак, услед тектонских поремећаја смањи, прегрејана водена пара садржана у магми излази и продире у слојеве ближе земљиној површини. На свом путу се хлади и кондензује, а отапањем минерала из разних земљиних слојева стиче минерализацију. Коначно, овако минерализована вода избија на површину земље на местима најмањег отпора у облику извора. Јувенилне воде се одликују константним хемијским саставом, температуром и капацитетом извирања.
Фосилне (дубинске) воде
Фосилне воде или петролејске воде долазе из великих дубина и оне су по саставу стабилније и топлије. Настају из падавина које продиру у дубоке пешчане и шљунчане слојеве и ту остају затворене изнад исталожених непропусних слојева. До тих вода се допире обично бушењем. Не могу се обнављати, па им је трајање ограничено, јер су окружене непропусним слојевима. Такве воде често прате налазишта петролеја, па се називају петролејским водама, а обзиром да садрже јод, зову се и јодне воде
Вадозне воде
Вадозне воде настају од атмосферских вода. Након обилних падавина површинске воде пониру у земљу, бивају обогаћене минералима и гасовима, да би се поново појавиле на површини као минералне воде. Ове воде мењању током године састав, температуру и капацитете, зависно од количине падавина.
Слане воде
Слана вода има бактерицидно дејство и веома је лековита за различите кожне проблеме, посебно у смислу дезинфекције и подстицања зарастања рана. Особе са псоријазом у сланој води проналазе олакшање за знаке као што су црвенило, промене кератина, свраб, пуцање и љуштења коже.
Морске воде
Морска вода је вода из мора или океана. У просеку вода у светским океанима има салинитет од ~35‰ (промила). То значи да на сваку литру (1000 mL) морске воде долази 35 грама различитих соли (углавном, али не у потпуности натријум хлорида) растворених у њој. То се може описати као 0,6 M NaCl или 0,6 mol·L−1 (ако је салинитет искључиво посљедица NaCl, што обично није случај).

## Улога појединих минерала и микроелемената из лековитих вода у балнеотерапији
Улога појединих минерала и микроелемената лековитих вода у балнеотерапији огледа се у следећем; 

#### Алкални катјонски
Натријум
- Доступан у површинским водама високо минерализованим (хлоридима и сулфатима) и хипертермалним слабо минерализованим (олигометали).
- Снажан овлаживач.
- Утиче на равнотежу електролита у ћелији.

Калијум
- Одржава тонуса мишића.
- Одржава активност аутономног нервног система.
- Учештвује у регулацији равнотеже електролита у ћелији.

Литијум
- Терапијско дејство литијума је спорно јер његова моћ као растварача мокраћне киселине је само доказана у експерименталним условима.

#### Алкални земнокатјонски
Калцијум
- Утиче на регулацију ћелијских протеина
- Делује каталитички на диференцијацију ензима: (трансглутаминазе, протеазе и фосфолипазе).
- Неопходан за регулацију пропустљивости ћелијске мембране.

Магнезијум
- Катализатор синтезе нуклеинских киселина и протеина.
- Катализатор у производњи аденозин трифосфата.
- Делује седативно на функције централног нервног система.

Стронцијум
- На нивоу коже спречава кератиноците да стварају запаљењске цитокине.

#### Микроелементи у траговима
| Микроелемент | Функција |
| ------------ | --- |
| Силицијум    | - Учешћествује у синтези и регенерацији молекула у дерму коже. - Делује седативно (смирујуће) и антиинфламаторно. |
| Молибден     | - Учествује у метаболизму бакра и гвожђа. - Он је присутна у епидерму коже. |
| Јод          | - Утиче на јачање косе, коже, ноктију и зуба. |
| Селен        | - Неутралише слободне радикале. - Повећава активност глутатион пероксидазе, кератиноцита и фибробласта. - Стабилизује молекуле кератина на нивоу дисулфида.                                                                                              |
| Бакар        | - Неопходан у метаболизму супероксид дисмутазе (антирадикалски учинак). - Има антизапаљењски учинак. - Учествује у синтези и регенерацији макромолекула коже (молекула тропоколагена и еластина). - Учествује у метаболизму тирозиназе (у меланогенези). |
| Гвожђе       | - Побољшава активност каталазе (антирадикалска одбрана). - Утиче на рад имунског система. - Учествује у синтези и регенерацији макромолекула коже (катализује хидроксилацију лизина у колаген).                                                          |
| Манган       | - Учествује у синтези и регенерацији макромолекула у дерму (гликозаминглицин). - Неопходна у активности тирозина (у меланогенези). - Утиче на активност ензима. - Укључен у имуне функције.                                                              |
| Цинк         | - Важан елемент за активност супероксид дисмутазе (антирадикалска активност) - Поседује антизапаљенски учинак. - Утиче на функције имунског система. - Учествује у синтези нуклеинских киселина. - Учествује у метаболизму протеина и витамина А.        |

Наведени подаци се односе на појединачно (изоловано) дејство сваког од наведених елемената. У природи је тешко наћи воде које изоловано садрже наведене елементе са њиховим својствима, јер су оне најчешће раствор већег броја елемената. Зато фармаколошке учинке термалних вода треба сагледавати у целини, имајући увек у виду кумулативно дејство његових састојака. При разматрањима дејства појединих минерала, такође треба узети у обзир њихову релативну концентрацију, синергистичко дејство и антагонистички учинак састојака лековитих вода.

## Подела лековитих минералних вода према температури и осечају топлоте

#### Хладне лековите минералне воде
Хладне лековите минералне воде широко су распрострањене у умереним климатским подручјима. Ниском температуром се карактеришу минералне воде које се не налазе у земљи на великој дубини (формирају се у зони интензивне замене воде). У оквиру хладних минералних вода јављају се врло хладне воде, температуре мање од 4 °C, које су карактеристичне за област вечитог леда. То су поједини типови угљокиселих и високоминерализованих вода.

#### Субтермалне и термалне воде
Субтермалне и термалне воде су, такође, широко распрострањене минералне воде. Различитог су хемијског састава и минерализације, а присутне су у геосинклиналним и платформним областима, где долази до померања и раскола плоча.

#### Високотермалне минералне воде
Високотермалне минералне воде су најчешће везане за савремене вулканске области.

### Подела минералних вода према осећају топлоте
Температура минералне воде је објективно нешто другачија него осећај топлоте који ствара када се употребљава. На основу тога, извршена је следећа поделе минералних вода према осећају топлоте:
- ледено студене 0° – 5 °C
- врло студене 5,1° – 10 °C
- студене 10,1° – 15 °C
- умерено студене 15,1°–20 °C
- хладне 21,1° – 25 °C
- млаке 25,1° – 30 °C
- млако топле 30,1° – 35 °C
- топле 35,1° – 38 °C
- вреле 38,1°– 42 °C
- врло вреле преко 42 °C

## Историјат примене лековитих минералних вода
Благодети лековитих термалних вода човеку су одавно биле познате, а њима су се навелико служили Римљани, Грци и Египћани. Први посматрач извора са лековитим својствима био је историчар Херодот (484—410. п. н. е.), потом Хипократ (460. п. н. е.-375. п. н. е.), који се сматра оснивачем медицинске науке и оцем хидротерапије, поучавао лековита својства морске воде и морских крајева на острву Кос, на архипелагу Додеканесос у Егејском мору. 
Легенда каже да је до те спознаје дошао посматрајући благотворан учинак мора на оштећене руке рибара. Схватио је да морска вода смањује ризик од инфекције и обнавља ћелије те подстиче измену минерала и токсина између крви и воде. Колико су Стари Грци изузетно ценили благотворни учинак мора пише грчки песник Еурипид (480. п. н. е.-460. п. н. е.);"Море враћа здравље човеку“, а грчки филозоф Платон (428. п. н. е.-437. п. н. е.) рекао је да море испира све човјекове бољке.
Постоје бројни добро познати извори у Светом писму, записима из Римског и Византијског доба, да су многи лекари проучавали хидротерапију и лековита својства минералне воде. Међу њима познатији су били Herophilos, Erasistratos, Asclepiades, Agathinos, Galenos, Oreibasios, Paul the Aeginetan који се бавили изучавањем лековитих утицаја појединих природних извора на организам човека. Један од њих, Agathinos, који је у првом веку нове ере, пишући о терапијским својствима лековитог извора навео да у том периоду развоја науке није било могуће прецизно дефинисати начин на који сваки од извор минералне воде појединачно поседује одређена терапеутска својства, јер би за то било потребно много година посматрања и експериментисања. Овај његов став одржао се у балнеологији чак и до данас.
Француски научник René Quinton који је проучавао морску воду 1897. дошао је до закључка да је људски организам аналоган морској води јер има једнак састав минерала. Ова истраживања он је1906. објавио у књизи "Морска вода, органски медиј", у којој је указао на хемијску сличност између крвне плазме и морске воде.
Клод Бернар је открио да се људско тело састоји од 70% воде, а заједнички са René Quinton они су проучавали састав крви, међућелијске течности и лимфе.
Балнеотерапија лековитим минералним водама била је врло популарна током Ренесансе. Мишел Ејкем де Монтењ (фр. Michel Eyquem de Montaigne; 28. фебруар 1533 — 13. септембар 1592), француски мислилац, моралиста, политичар и књижевник из доба Ренесансе, на пример, често је путовао и у лековитим водама лечилишта (итал. Bango di Lucca у Италији лечио његове проблеме са каменом у бубрегу.
Употреба лековитих минералних вода у балнеотерапији своју експанзију, као медицинска метода лечења, почела је у 18. веку и исту наставила у 19. веку и 20. веку, све до 80 и 90 година када метода доживљава врхунац развоја. Због бројних недостатака у лечењу тога доба и фармакомедицинских непознаница, скоро све болести без посебног третмана лечене су на исти начин, па је било доста нежељених дејстава балнеотерапије. Данас то више није случај, с обзиром на велики напредак фармакологије у 20. веку. Тренутне, индикације за примену лековитих минералних вода су много јасније. Данас, балнеотерапију некористе само болесни и старије особе, већ балнеотерапији све више примењују и млађе особе и спортисти који ову врсту третмана користе за опоравак организма, опуштање, одмор, и очување здравља.